# Piper perpallidum
Piper perpallidum är en pepparväxtart som beskrevs av Ekman, Urb. & Trel.. Piper perpallidum ingår i släktet Piper och familjen pepparväxter. Inga underarter finns listade i Catalogue of Life.